# Malay Mail
Malay Mail – malezyjska gazeta ukazująca się w języku angielskim, należąca do najstarszych pism w kraju. Została założona w 1896 roku.